# Čreta (Vransko, Slovenija)
Čreta je naselje u slovenskoj Općini Vranskom. Čreta se nalazi u pokrajini Štajerskoj i statističkoj regiji Savinjskoj. 

## Stanovništvo
Prema popisu stanovništva iz 2002. godine naselje je imalo 18 stanovnika.